# Liste der neuzeitlich ausgestorbenen Säugetiere
Die Rote Liste der Gefährdeten Arten der IUCN 2025 listet 85 Säugetierarten, die seit dem Jahre 1500 ausgestorben oder mutmaßlich ausgestorben sind. Daneben werden zahlreiche Arten in den Kategorien „vom Aussterben bedroht“ (critically endangered) oder „unzureichende Datenlage“ (Data deficient) aufgeführt, die entweder seit Jahrzehnten nicht mehr nachgewiesen wurden oder nur von einem älteren Holotypus bekannt sind. Manche ausgestorbene Taxa sind auch gar nicht in der Roten Liste erfasst. 
Den Großteil machen die Nagetiere mit 38 Arten aus, gefolgt von den Beuteltieren mit 13 Arten, den Cetartiodactyla mit 13 Arten und den Raubtieren mit 8 Arten. In Australien, wo 28 Arten ausgestorben sind, waren die Säugetiere am stärksten von der Aussterbewelle betroffen. Seit die europäischen Siedler im 18. Jahrhundert begannen, das Land zu kolonialisieren, verschwanden nach und nach immer mehr Beuteltiere und Nagetiere, sei es durch Überjagung, Lebensraumverlust oder durch die Einfuhr faunenfremder Beutegreifer wie dem Rotfuchs oder dem Marder, an die sich die endemische Säugetierfauna Australiens nicht schnell genug anpassen konnte. In Tasmanien wurde der Beutelwolf bis zu Beginn der 1930er Jahre als Schädling angesehen. Als man ihn dann unter Schutz stellte, war es bereits zu spät. Das letzte Exemplar starb 1936 im Zoo von Hobart. 
In der Karibik, wo 22 Arten ausgestorben sind, waren nicht nur Menschen, verwilderte Katzen und Ratten für das Verschwinden der Nagetiere und Insektenfresser verantwortlich, sondern auch Vulkanausbrüche, wie jener der Montagne Pelée auf Martinique im Jahre 1902. In Südafrika wurden die großen Grasfresser wie das Quagga oder der Blaubock als Konkurrenz für die Viehherden betrachtet und dementsprechend gnadenlos verfolgt. Auch die Beutegreifer wie Atlasbär, Berberlöwe und Kaplöwe wurden als potentielle Gefahr für Menschen und Weidevieh ausgerottet. 
In Indonesien und auf den Philippinen gelten viele Nagetiere als Delikatesse. Manche von ihnen, wie die Ilin-Borkenratte sind nur durch den Holotypus bekannt und vermutlich ein Opfer der Überjagung geworden. Auch mehrere Nagetiertaxa auf Inseln konnten keine Verteidigungsstrategien gegen die invasiven Ratten und die mit ihnen eingeschleppten Krankheitserreger entwickeln und verschwanden nach kurzer Zeit aus ihren Lebensräumen. Stellers Seekuh wurde nur kurze Zeit nach ihrer Entdeckung wegen ihres Fleisches und ihrer Haut ausgerottet.

## Liste der nach 1500 ausgestorbenen Säugetierarten und -unterarten

### Beutelsäuger

#### Kängurus

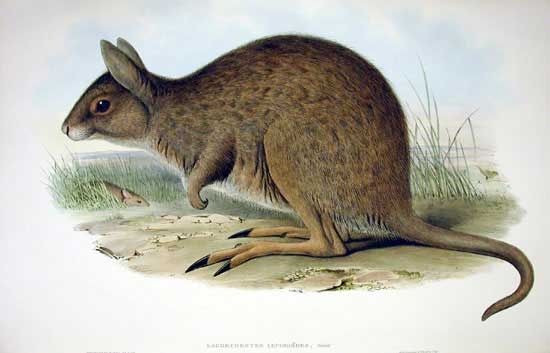
Östliches Hasenkänguru

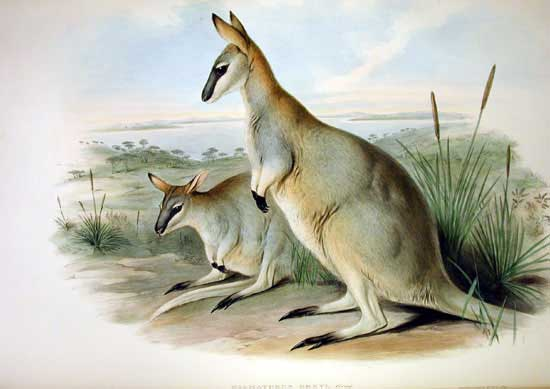
Östliches Irmawallaby

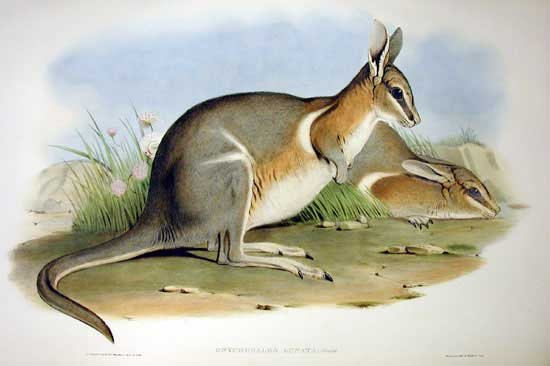
Mondnagelkänguru

- Zentralaustralisches Hasenkänguru (Lagorchestes asomatus) (Australien, vermutlich zwischen 1940 und 1960)

nur von einem Exemplar aus dem Jahre 1932 bekannt.
- Östliches Hasenkänguru (Lagorchestes leporides) (Australien, 1890)
- Östliches Irmawallaby (Macropus greyi) (Australien, 1937)

das letzte Exemplar starb 1937 in Gefangenschaft
- Mondnagelkänguru (Onychogalea lunata) (Australien, 1956)

#### Rattenkängurus

##### Arten

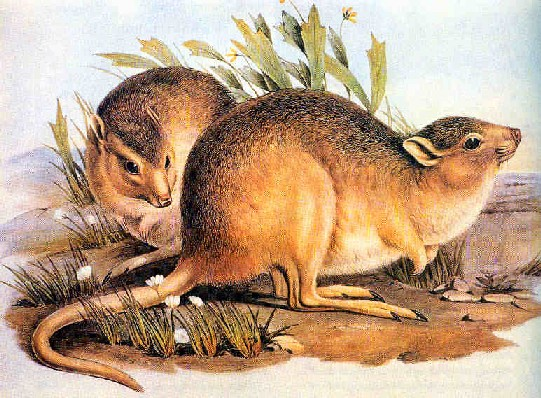
Nacktbrustkänguru

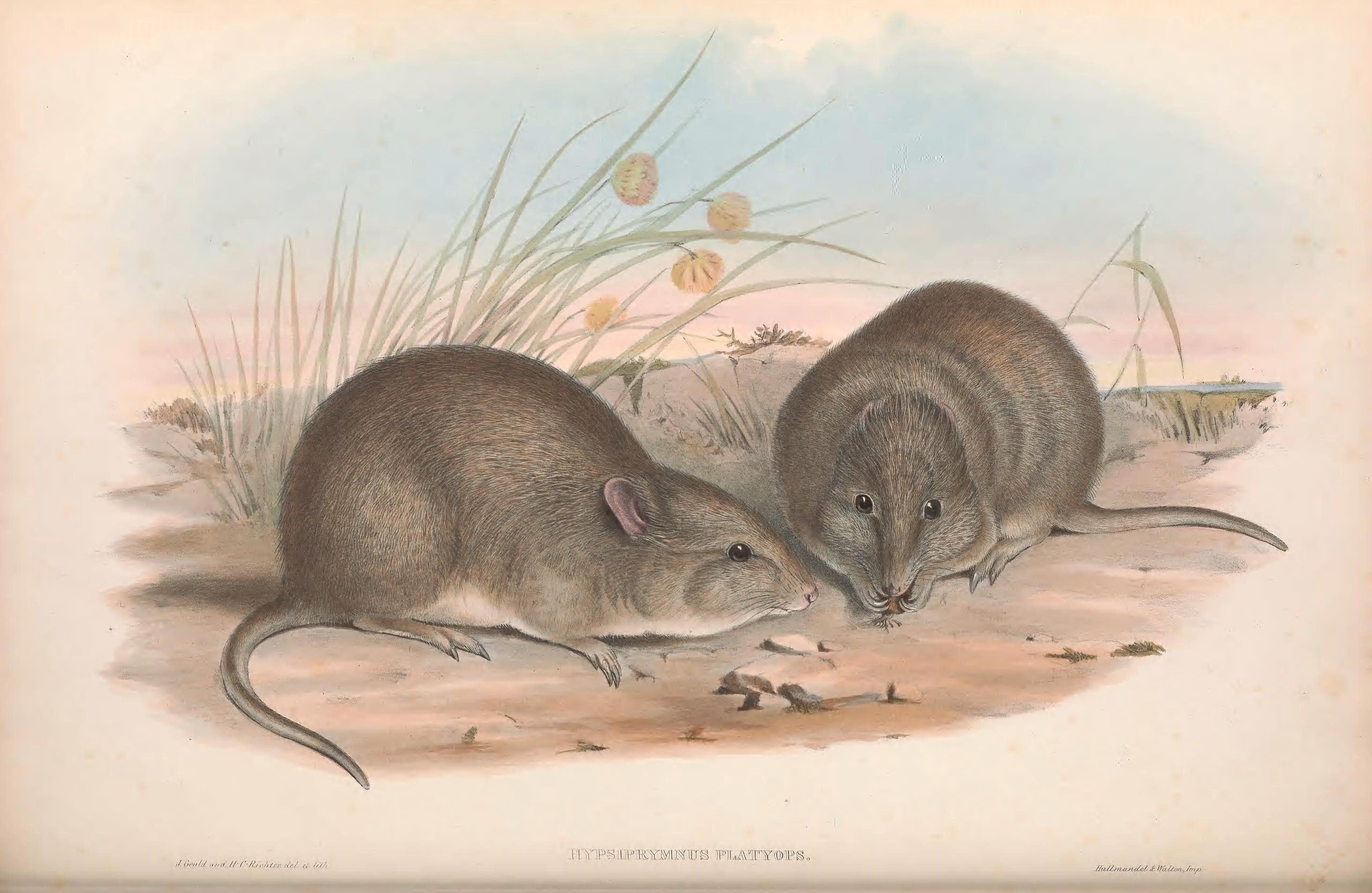
Breitkopfkänguru

- Nullarbor-Bürstenkänguru (Bettongia pusilla) (Australien, Beginn des 19. Jahrhunderts)

Diese Art ist nur von subfossilem Knochenmaterial bekannt, sie könnte jedoch bis zu Beginn der Kolonialisierung Australiens durch die Europäer überlebt haben.
- Nacktbrustkänguru (Caloprymnus campestris) (Australien, 1935)
- Breitkopfkänguru (Potorous platyops) (Australien, 1875)

Die letzten fünf Exemplare wurden 1875 gesammelt und an das National Museum in Victoria verkauft.
- Wüsten-Bürstenrattenkänguru (Bettongia anhydra) (Australien, 1930er Jahre)

Nur von einem 1933 entdeckten Schädel und von einem weiteren subfossilen Schädel bekannt.

##### Unterarten
- Östliches Bürstenschwanz-Rattenkänguru (Bettongia penicillata penicillata) (südöstliches Australien, 1920er Jahre)

Der letzte Nachweis war im Jahre 1923.

#### Nasenbeutler

Stützbeutler

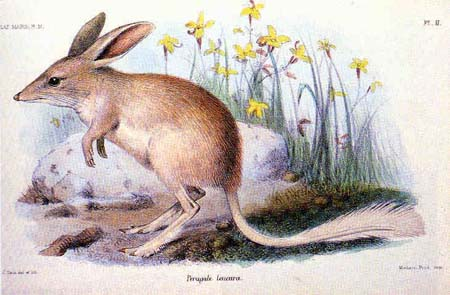
Kleiner Kaninchennasenbeutler

- Stützbeutler (Chaeropus ecaudatus) (Australien, zwischen 1920 und 1930)

der letzte bestätigte Nachweis stammt aus dem Jahre 1901. Nach Berichten der Aborigines verschwanden die Tiere zwischen 1920 und 1930.
- Nördlicher Stützbeutler (Chaeropus yirratji) (Australien)

unbestätigte Beobachtungen der Aborigines gab es bis in die 1950er-Jahre.
- Kleiner Kaninchennasenbeutler (Macrotis leucura) (Australien, 1967)

Das letzte lebende Exemplar wurde 1931 gesichtet. Die letzten Knochen wurden 1967 im Gewölle eines Keilschwanzadlers entdeckt.
- Wüsten-Langnasenbeutler (Perameles eremiana) (Australien, 1960er-Jahre)

das letzte Exemplar wurde 1943 gesammelt. Vermutlich hat die Art bis in die 1960er-Jahre überlebt.
- Nullarbor-Langnasenbeutler (Perameles papillon) (Australien, 1940er-Jahre)

wurde in den 1940er Jahren durch Füchse ausgerottet.
- Südlicher Langnasenbeutler (Perameles notina) (Australien, 1857)
- Südwestlicher Langnasenbeutler (Perameles myosuros) (King George, Australien, 1910)
- Westlicher Langnasenbeutler (Perameles fasciata) (Australien, Mitte des 19. Jahrhunderts)
- Ceram-Nasenbeutler (Rhynchomeles prattorum) (Seram, 1920er-Jahre)

nur durch sieben Exemplare bekannt, die 1920 gesammelt wurden.

#### Thylacinidae

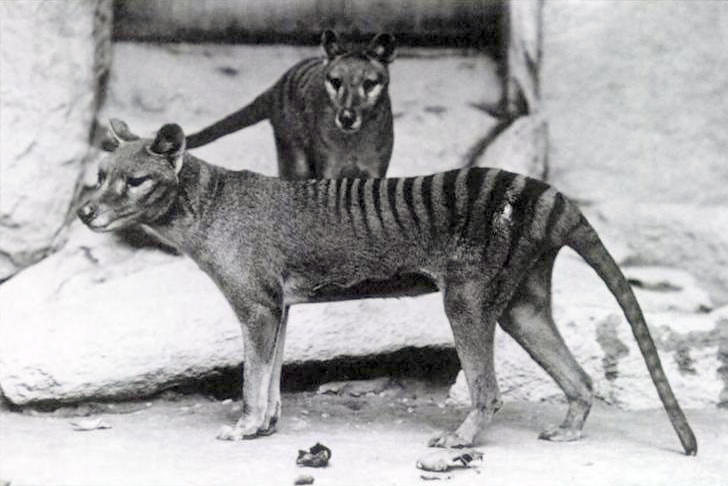
Beutelwolf

- Beutelwolf (Thylacinus cynocephalus)

nach jahrzehntelanger gnadenloser Bejagung starb das letzte nachgewiesene Exemplar 1936 im Zoo von Hobart.

### Insektenfresser

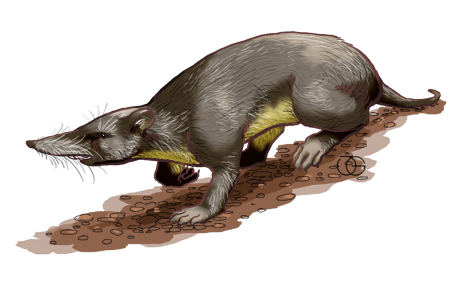
Nesophontes edithae

#### Karibische Spitzmäuse
Die gesamte Familie ist nach 1500 ausgestorben. Zu ihr zählten die folgenden Arten:
- Puerto-Rico-Karibikspitzmaus (Nesophontes edithae) (Puerto Rico, nach 1500)

nur durch subfossiles Material bekannt, das auf die Zeit zwischen 991 und 1153 n. Chr. datiert ist. Jedoch ist es möglich, dass diese Art erst in post-kolumbischer Zeit durch Ratten ausgerottet wurde.
- Cayman-Karibikspitzmaus (Nesophontes hemicingulus) (Grand Cayman und Cayman Brac, um 1700)
- Atalaya-Karibikspitzmaus (Nesophontes hypomicrus) (Hispaniola, nach 1500)

durch subfossiles Material bekannt, das in Verbindung mit Rattenknochen gefunden wurde. Dies könnte ein Indiz dafür sein, dass diese Art bis zur europäischen Besiedelung Hispaniolas in post-kolumbischer Zeit überlebt hat.
- Große Kuba-Karibikspitzmaus (Nesophontes major) (Kuba, nach 1500)

durch subfossiles Material bekannt, das in Verbindung mit Rattenknochen gefunden wurde. Dies könnte ein Indiz dafür sein, dass diese Art bis zur europäischen Besiedelung Kubas in post-kolumbischer Zeit überlebt hat.
- Kleine Kuba-Karibikspitzmaus (Nesophontes micrus) (Kuba, nach 1500)

durch subfossiles Material bekannt, das in Verbindung mit Rattenknochen gefunden wurde. Dies könnte ein Indiz dafür sein, dass diese Art bis zur europäischen Besiedelung Kubas in post-kolumbischer Zeit überlebt hat.
- Saint-Michel-Karibikspitzmaus (Nesophontes paramicrus) (Hispaniola, nach 1500)

durch subfossiles Material bekannt, das in Verbindung mit Rattenknochen gefunden wurde. Dies könnte ein Indiz dafür sein, dass diese Art bis zur europäischen Besiedelung Hispaniolas in post-kolumbischer Zeit überlebt hat.
- Haiti-Karibikspitzmaus (Nesophontes zamicrus) (Hispaniola, nach 1500)

durch subfossiles Material bekannt, das in Verbindung mit Rattenknochen gefunden wurde. Dies könnte ein Indiz dafür sein, dass diese Art bis zur europäischen Besiedelung Hispaniolas in post-kolumbischer Zeit überlebt hat.

#### Schlitzrüssler
- Marcano-Schlitzrüssler (Solenodon marcanoi) (Hispaniola, nach 1500)

nur durch subfossiles Material bekannt, das in Verbindung mit Rattenknochen gefunden wurde. Dies könnte ein Indiz dafür sein, dass die Art bis zur Besiedelung Hispaniolas durch die Europäer überlebt hat.

#### Spitzmäuse

##### Arten
- Weihnachtsinsel-Spitzmaus (Crocidura trichura) (Weihnachtsinsel, Australien, Ende der 1990er-Jahre?)

galt bereits um 1908 als ausgestorben, bis die Art im Jahre 1985 kurzfristig wiederentdeckt wurde. Intensive Suchen seit den 2000er-Jahren sind bisher fehlgeschlagen.
- Alaska-Wasserspitzmaus (Sorex alaskanus) (Point Gustavus, Bartlett Cove, Glacier Bay, Alaska, 1970er-Jahre?)

nur von zwei männlichen Exemplaren aus dem Jahre 1899 und einem weiteren Männchen aus dem Jahre 1970 bekannt.
- Sherman-Kurzschwanzspitzmaus (Blarina shermani) (Lee County, Florida, 1955)

Ursprünglich als Unterart der Südlichen Kurzschwanzspitzmaus (Blarina carolinensis) betrachtet. Nur von 27 Exemplaren bekannt, die 1954 gesammelt wurden.

### Tenrekartige

#### Goldmulle
- Visagies Goldmull (Chrysochloris visagiei) (Nördliche Kapprovinz, Südafrika)

Nur vom Holotypus aus dem Jahre 1949 bekannt.

### Fledertiere

#### Blattnasen
- Desmodus draculae (Brasilien, Argentinien und Venezuela, 1795?)

größte bekannte Art der Vampirfledermäuse. Nur durch subfossiles Material bekannt, das auf die Zeit zwischen 1482 und 1795 datiert wird.

#### Flughunde
- Guam-Flughund (Pteropus tokudae) (Guam, 1968 oder 1974)

das letzte Exemplar wurde 1968 erlegt. Eine unbestätigte Sichtung soll es 1974 gegeben haben.
- Kleiner Maskarenen-Flughund (Pteropus subniger) (Réunion und Mauritius, 1864)

das letzte Exemplar wurde 1864 auf Mauritius gesammelt.
- Kleiner Palau-Flughund (Pteropus pilosus) (Palau-Inseln, Karolinen, 1874)

nur vom Typusmaterial aus dem Jahre 1874 bekannt.
- Percy-Island-Flughund (Pteropus brunneus) (Percy Island, Australien, 1859)

nur vom Holotypus aus dem Jahre 1859 bekannt.
- Kleiner Samoa-Flughund (Pteropus allenorum) (Upolu, Samoa, 1856)

nur von einem Museumsexemplar bekannt, das erst 2009 wissenschaftlich beschrieben wurde.
- Großer Samoa-Flughund (Pteropus coxi) (Samoa, 1840)

nur von einem Museumsexemplar bekannt, das erst 2009 wissenschaftlich beschrieben wurde.
- Berg-Affengesichtflughund (Pteralopex pulchra) (Guadalcanal, Salomonen, 1990er-Jahre?)

nur vom Holotypus bekannt, der 1990 gesammelt wurde.
- Aru-Flughund (Pteropus aruensis) (Aru-Inseln, Indonesien, 1990er-Jahre?)

der letzte bestätigte Nachweis war vor 1867. Ein zahnloser Kiefer, der zu dieser Art gehören könnte, wurde im Jahr 1992 gefunden.

#### Neuseelandfledermäuse
- Große Neuseelandfledermaus (Mystacina robusta) (Stewart Island, Big South Cape und Solomon, Südinsel Neuseeland, 1967)

bis 1967 in den letzten Refugien durch Ratten ausgerottet.

#### Glattnasen
- Weihnachtsinsel-Zwergfledermaus (Pipistrellus murrayi) (Weihnachtsinsel, Australien, 2009)

2008 wurden nur noch 20 Exemplare gezählt. Bei einer intensiven Suche im Jahre 2009 wurde kein Exemplar mehr nachgewiesen.
- Sturdee-Zwergfledermaus (Pipistrellus sturdeei) (Ogasawara-Inseln, Ende des 19. Jahrhunderts)

Nur vom Holotypus bekannt, der Ende des 19. Jahrhunderts gesammelt wurde.
- Lord-Howe-Großohrfledermaus (Nyctophilus howensis) (Lord-Howe-Insel, 1889)

subfossil von einem Schädel bekannt, der 1973 beschrieben wurde. Daneben existiert ein Reisebericht von Robert Etheridge aus dem Jahre 1889, in dem eine Fledermaus erwähnt wird, die größer ist als Chalinolobus morio.
- Samoa-Wasserfledermaus (Myotis insularum) (Samoa, 1870er-Jahre)

zweifelhafte Art, die nur vom Holotypus bekannt geworden ist, der vor 1878 gesammelt wurde.
- Singapur-Bartfledermaus (Kerivoula oreias) (Singapur, vor 1840?)

nur vom zerstörten Holotypus bekannt, der 1840 beschrieben wurde.
- Düstere Röhrennase (Murina tenebrosa) (Tsushima, Japan 1960er-Jahre)

nur vom Holotypus aus dem Jahr 1962 bekannt.

#### Hufeisennasen
- Mitra-Hufeisennase (Rhinolophus mitratus) (Bihar, Indien, 1844)

Zweifelhafte Art. Nur vom Holotypus aus dem Jahr 1844 bekannt.

#### Incertae sedis
- Boryptera alba (Réunion, 1801)

Zweifelhafte Art, nur von einem Reisebericht aus dem Jahre 1801 bekannt.

### Primaten

#### Palaeopropithecidae
- Faultiermaki (Palaeopropithecus ingens) (Madagaskar, um 1620)

nur durch subfossiles Knochenmaterial bekannt, könnte bis ins 17. Jahrhundert überlebt haben.

#### Meerkatzenverwandte

##### Arten
- Miss Waldrons Roter Stummelaffe (Piliocolobus waldronae) (Ghana und Elfenbeinküste, 1978)

der letzte gesicherte Nachweis stammt aus dem Jahre 1978. Jedoch könnte ein frisches im Jahre 2001 erworbenes rötliches Affenfell dieses Taxon repräsentieren.

##### Unterarten
- Angola-Diademmeerkatze (Cercopithecus mitis mitis) (Angola)

Nominatform der Diademmeerkatze. Nach Angaben des Mammalogen Jonathan Kingdon aus dem Jahr 1997 ist diese Unterart wahrscheinlich ausgestorben.

#### Loris

##### Unterarten
- Perodicticus ibeanus stockleyi (Mount Kenia, Kenia, 1930er Jahre)

Unterart des Ostafrika-Pottos (Perodicticus ibeanus). Der letzte Nachweis war im Jahr 1937.

#### Sakiaffen
- Jamaika-Affe (Xenothrix mcgregori) (Jamaika, 1769?)

nur durch subfossiles Knochenmaterial bekannt, könnte bis ins frühe 18. Jahrhundert überlebt haben.

#### Gibbons

##### Unterarten
- Yunnan-Weißhandgibbon (Hylobates lar yunnanensis) (China, 1990er-Jahre)

1988 zuletzt gesichtet. Eine intensive Suche im Jahre 2007 blieb ergebnislos.

### Hasenartige

#### Pfeifhasen
- Sardischer Pfeifhase (Prolagus sardus) (Korsika und Sardinien, 1774)

Der Sardische Pfeifhase wurde zuletzt im Jahre 1774 gesehen.

### Nagetiere

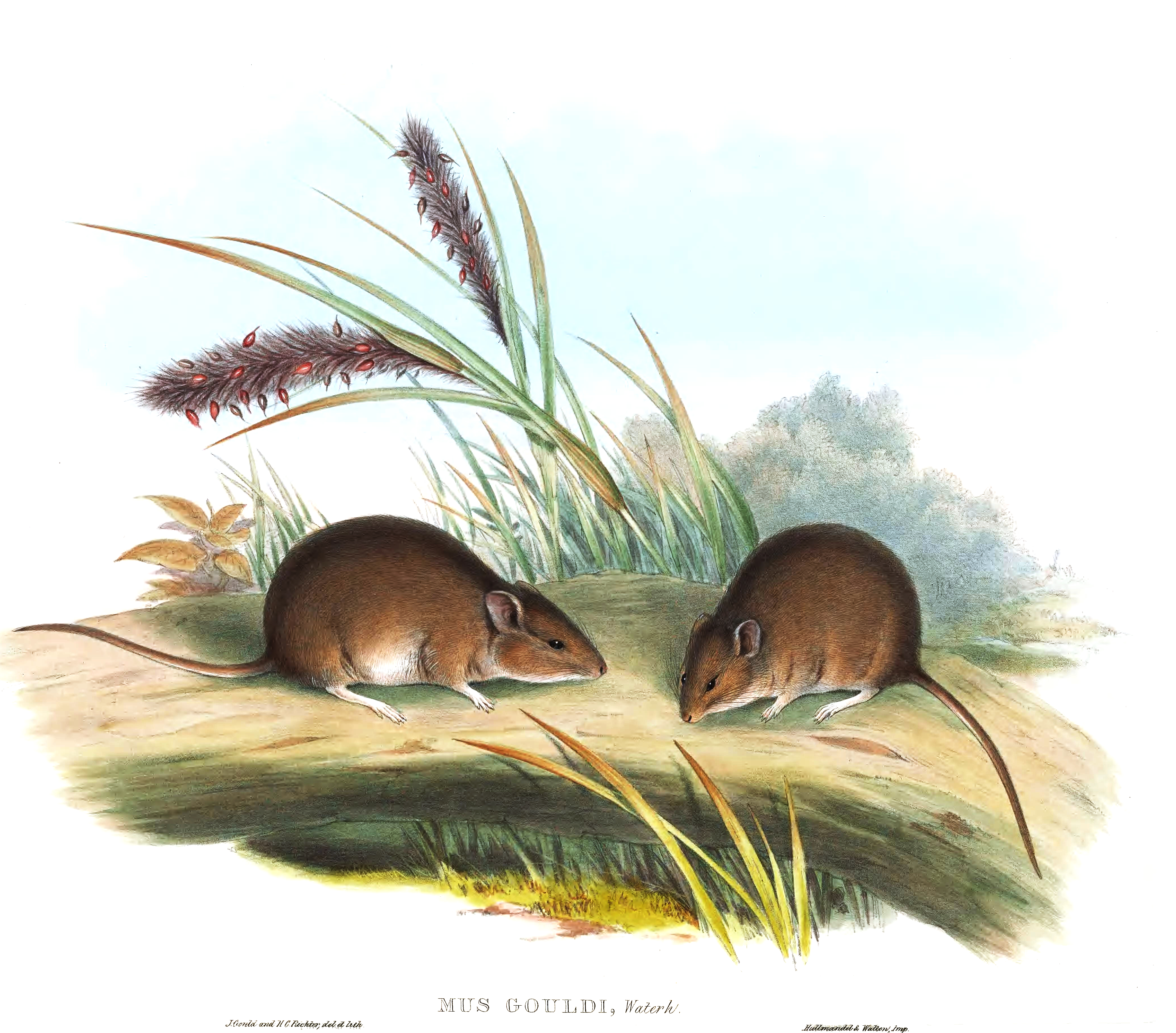
Gould-Maus

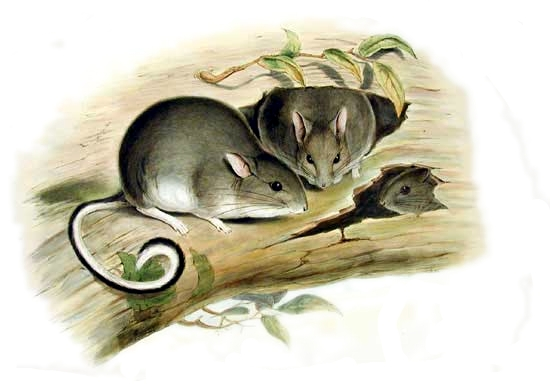
Weißfußkaninchenratte

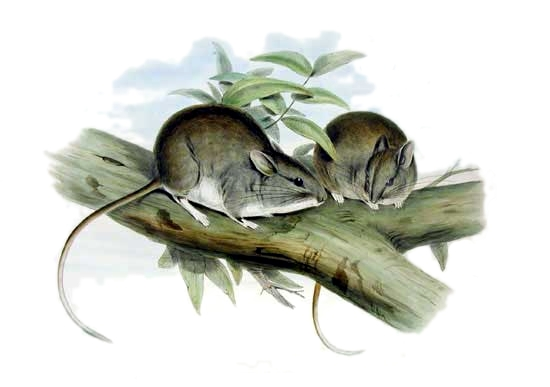
Kleine Häschenratte

#### Stachelratten
- Oriente-Höhlenratte (Boromys offella) (Kuba, nach 1500)

nur durch subfossiles Knochenmaterial bekannt. Hat vermutlich bis zur Besiedelung Kubas durch die Europäer überlebt.
- Torre-Höhlenratte (Boromys torrei) (Kuba, nach 1500)

nur durch subfossiles Knochenmaterial bekannt. Hat vermutlich bis zur Besiedelung Kubas durch die Europäer überlebt.
- Mohuy (Brotomys voratus) (Hispaniola, zwischen 1536 und 1546)

durch subfossiles Knochenmaterial aus der Zeit der Arawak-Kultur bekannt. Ein Reisebericht von Fernandez de Oviedo y Valdez, der zwischen 1536 und 1546 auf Hispaniola gelebt hatte, könnte dieses Tier beschreiben.
- Puerto-Rico-Höhlenstachelratte (Heteropsomys insulans) (Puerto Rico und Vieques, nach 1500)

nur durch subfossiles Knochenmaterial bekannt, das auf die Zeit der frühen europäischen Besiedelung datiert wird.

#### Baumratten

##### Arten
- Kuba-Stummelschwanzferkelratte (Geocapromys columbianus)
- Schwaneninseln-Ferkelratte (Geocapromys thoracatus)
- San-Felipe-Baumratte (Mesocapromys sanfelipensis)
- Zwergbaumratte (Mesocapromys nanus)
- Haiti-Ferkelratte (Hexolobodon phenax)
- Berg-Ferkelratte (Isolobodon montanus)
- Puerto-Rico-Ferkelratte (Isolobodon portoricensis)
- Veloz-Zaguti (Plagiodontia ipnaeum)
- Cayman-Ferkelratte (Geocapromys caymanensis)

##### Unterarten
- Capromys pilorides lewisi (Grand Cayman, Little Cayman, Cayman Brac, um 1700)

ausgestorbene Unterart der Hutiaconga

#### Langschwanzmäuse

##### Arten

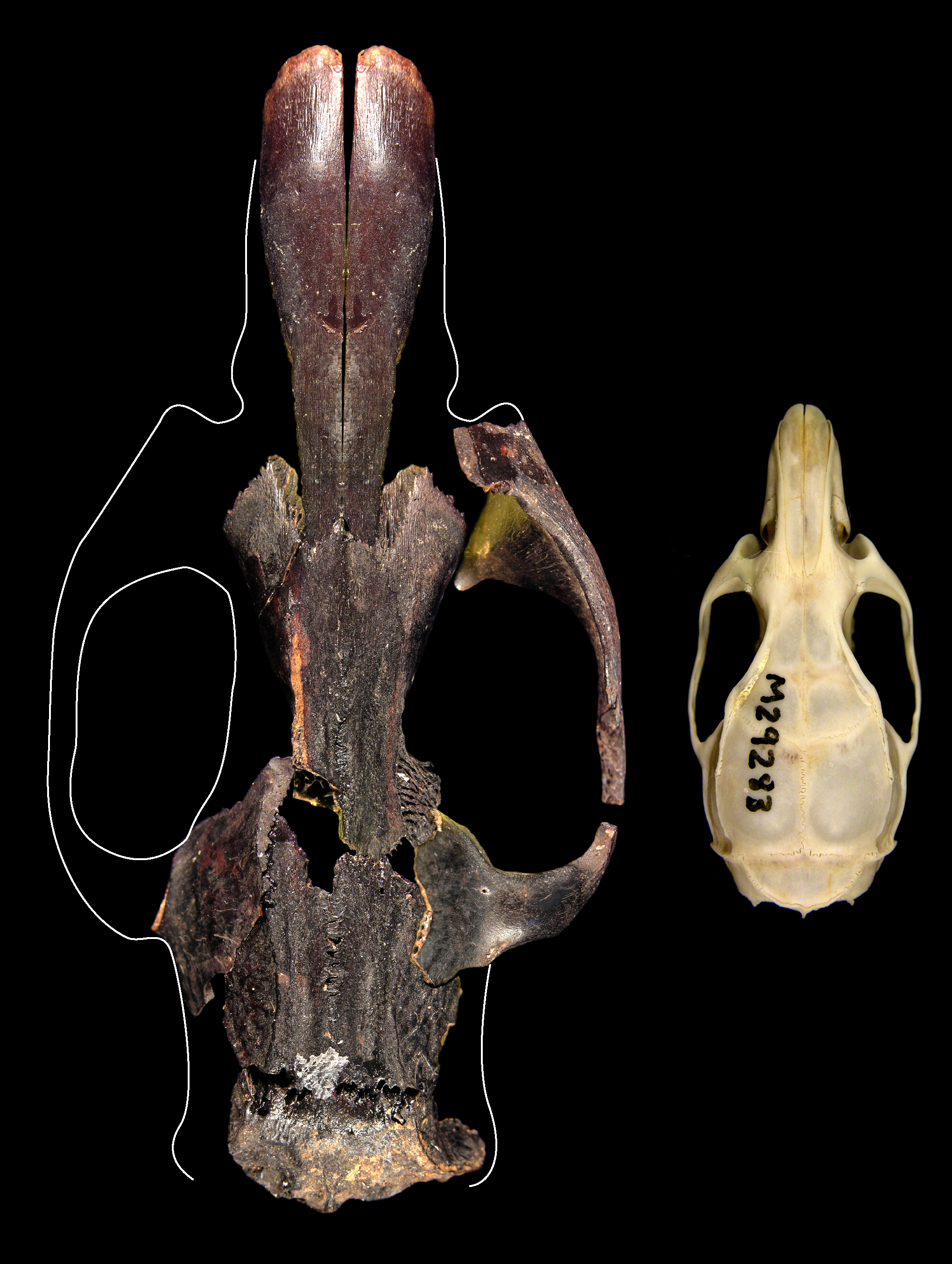
Fast kompletter Schädel von Coryphomys musseri (links) im Größenvergleich zum Schädel einer Hausratte

- Äthiopische Wassermaus (Nilopegamys plumbeus) (Äthiopien, 1927)

nur vom Holotypus aus dem Jahre 1927 bekannt.
- Bühler-Timor-Ratte (Coryphomys buehleri) (Timor, nach 1500)

nur durch subfossiles Knochenmaterial bekannt.
- Musser-Timor-Ratte (Coryphomys musseri) (Timor, nach 1500)

nur durch subfossiles Knochenmaterial bekannt, das auf ein Alter von 1500 bis 2000 Jahren datiert wird. Könnte jedoch wie die Bühler-Timor-Ratte bis nach 1500 überlebt haben.
- Weißfußkaninchenratte (Conilurus albipes) (Australien, 1845)

Die Art galt einst als Plage in ihrem Verbreitungsgebiet. Seit 1845 wurde sie nicht mehr nachgewiesen.
- Conilurus capricornensis (Australien, unbekannter Aussterbezeitpunkt)

nur durch subfossiles Knochenmaterial bekannt.
- Weihnachtsinsel-Ratte (Rattus nativitatis) (Weihnachtsinsel, Australien, 1903)

Wurde durch von Ratten eingeschleppte Trypanosomenerreger ausgerottet.
- Maclear-Ratte (Rattus macleari) (Weihnachtsinsel, Australien, 1903)

Wurde durch von Ratten eingeschleppte Trypanosomenerreger ausgerottet.
- Blaugraue Maus (Pseudomys glaucus) (Australien, 1956)

nur von drei Exemplaren bekannt, die 1910 und 1956 gesammelt wurden.
- Langohr-Australienmaus (Pseudomys auritus) (Australien, 1850)

die letzten Exemplare wurden in den 1850er-Jahren gefangen.
- Kurzschwanz-Hüpfmaus  (Notomys amplus) (Australien, 1896)

Nur von zwei Exemplaren bekannt, die 1896 gesammelt wurden.
- Großohrhüpfmaus (Notomys macrotis)  (Australien, 1840er-Jahre)

Nur von zwei Exemplaren bekannt, von denen eines im Jahre 1843 gesammelt wurde.
- Darling-Downs-Hüpfmaus (Notomys mordax) (Australien, 1840er-Jahre)

Nur von einem Schädel bekannt, der 1845 gefunden wurde.
- Breitwangen-Hüpfmaus  (Notomys robustus) (Australien, 19. Jahrhundert)

Nur von Schädelfragmenten bekannt.
- Langschwanz-Hüpfmaus (Notomys longicaudatus) (Australien, 1970er-Jahre?)

Der letzte gesicherte Nachweis stammt aus dem Jahre 1901. Da aber 1977 ein Schädel dieser Art in einem Eulengewölle nachgewiesen wurde, könnte die Langschwanz-Hüpfmaus viel länger überlebt haben.
- Ilin-Borkenratte (Crateromys paulus) (Ilin, Philippinen, 1953)

nur vom Holotypus aus dem Jahre 1953 bekannt.
- Emma-Riesenratte (Uromys emmae) (Paidaido-Inseln, 1940er-Jahre?)

nur vom Holotypus aus dem Jahre 1946 bekannt.
- Kaiserriesenratte (Uromys imperator) (Guadalcanal, Salomonen, 1888)

nur durch drei Exemplare bekannt, die zwischen 1886 und 1888 auf Guadalcanal gesammelt wurden.
- Guadalcanal-Riesenratte (Uromys porculus) (Guadalcanal, Salomonen, 1888)

nur von einem Exemplar bekannt, das zwischen 1886 und 1888 auf Guadalcanal gesammelt wurde.
- Kleine Häschenratte (Leporillus apicalis) (Australien, 1933 oder 1970er-Jahre?)

der letzte gesicherte Nachweis stammt aus dem Jahre 1933. Jedoch lassen frisch ausgepolsterte Nester dieser Art aus dem Jahre 1970 die die Vermutung zu, dass sie bis in die 1970er-Jahre überlebt haben könnte.
- Furchenzahn-Waldmaus (Leimarcomys buettneri) (Togo, 1890)

nur von zwei Exemplaren bekannt, die 1890 in Togo gesammelt wurden.
- Florida-Nacktschwanzratte (Solomys salamonis) (Salomonen, 20. Jahrhundert?)

nur vom Holotypus aus dem Jahre 1883 bekannt.
- Bramble-Cay-Mosaikschwanzratte (Melomys rubicola) (Bramble Cay, 2016)

Letzte unbestätigte Sichtung im Jahre 2009, vermutlich durch Meeresspiegelanstieg ausgestorben
- Cheesman-Lamellenzahnratte (Otomys cheesmani) (Äthiopien, 1968)

Der letzte Nachweis war im Jahr 1968.
- Chiapas-Kletterratte (Tylomys bullaris) (Mexiko, unbekannter Aussterbezeitpunkt)

Neben dem Typusexemplar sind nur Sichtungen bekannt, die mehr als 40 Jahre zurück liegen.
- Tumbala-Kletterratte (Tylomys tumbalensis) (Mexiko, unbekannter Aussterbezeitpunkt)

Neben den zehn Typusexemplaren sind nur Sichtungen bekannt, die mehr als 40 Jahre zurück liegen.

#### Chinchillas
- Peru-Viscacha (Lagostomus crassus) (Cusco, Peru, nach 1500)

nur von einem Schädel bekannt, der vor 1910 in der Region Cusco in Peru zu Tage gefördert wurde.

#### Wühler

##### Arten
- Candango-Maulwurfsmaus (Juscelinomys candango) (Brasilien, 1960er-Jahre)

Nur von neun Exemplaren bekannt, die 1960 in Brasilia gesammelt wurden.
- Martinique-Riesenreisratte (Megalomys desmarestii) (Martinique, 1902)

die letzte Population wurde 1902 beim Ausbruch der Montagne Pelée ausgelöscht.
- Saint-Lucia-Riesenreisratte (Megalomys luciae) (Saint Lucia, 1881)

wurde gegen 1881 von Mungos ausgerottet. Ein Exemplar lebte zwischen 1849 und 1852 im Londoner Zoo.
- Barbuda-Riesenreisratte (Megalomys audreyae) (Barbuda, nach 1600)

nur durch subfossiles Knochenmaterial bekannt. Könnte bis zur Besiedelung Barbudas durch die Europäer im frühen 17. Jahrhundert überlebt haben.
- Barbados-Riesenreisratte (Megalomys georginae) (Barbados, 19. Jahrhundert)

nur durch subfossiles Knochenmaterial bekannt. Möglicher Aussterbezeitraum zwischen 1847 und 1890.
- Insel-Buschratte (Neotoma insularis) (Isla Angel de la Guardia, Niederkalifornien, Mexiko, 1990er Jahre)

Während einer Suchexpedition im Jahr 1997 wurde kein Exemplar mehr nachgewiesen.
- Galápagos-Riesenratte (Megaoryzomys curioi)
- Darwin-Reisratte (Nesoryzomys darwini)
- Santa-Cruz-Reisratte (Nesoryzomys indefessus)
- Fernando-de-Noronha-Ratte (Noronhomys vespuccii)
- St.-Vincent-Zwergreisratte (Oligoryzomys victus)
- Jamaika-Reisratte (Oryzomys antillarum)
- Nelson-Reisratte (Oryzomys nelsoni) (María Madre, Marias-Inseln, 1897)

nur von vier Exemplaren bekannt, die 1897 auf María Madre gesammelt wurden.
- Nevis-Reisratte (Pennatomys nivalis) (St. Kitts und Nevis, 1930er Jahre)

Berichte über Reisratten auf Nevis hat es vom 17. Jahrhundert bis in die 1930er Jahre gegeben.
- Pemberton-Hirschmaus (Peromyscus pembertoni) (San Pedro Nelasco, Golf von Kalifornien, 1930er-Jahre)

nur von zwölf Exemplaren bekannt, die 1931 auf San Pedro Nelasco gesammelt wurden.
- Puebla-Hirschmaus (Puebla, Mexiko, 1940er Jahre),

nur von zwei Exemplaren bekannt, die 1894 und 1947 gesammelt wurden.
- Zuniga-Dunkelreisratte (Melanomys zunigae) (Peru, 1940er-Jahre)

nur von den Typusexemplaren bekannt, die 1942 gesammelt wurden.
- Ekbletomys hypenemus (Antigua und Barbuda, nach 1500)

##### Unterarten
- Gyldenstolpia fronto chacoensis (Río de Oro, Provinz Chaco, Argentinien, 1896)

Unterart der Gyldenstolpe-Riesenreisratte (Gyldenstolpia fronto), nur vom Holotypus bekannt, der 1896 gesammelt wurde.
- Gull-Wiesenwühlmaus (Microtus pennsylvanicus nesophilus) (Great Gull Island, Long Island Sund, 1898)

Unterart der Wiesenwühlmaus (Microtus pennsylvanicus), 1889 entdeckt und 1898 bereits nicht mehr nachgewiesen.
- Chihuahua-Wiesenwühlmaus (Microtus pennsylvanicus chihuahuensis) (Ojo Galeana, Chihuahua, Mexiko, 1998)

Unterart der Wiesenwühlmaus (Microtus pennsylvanicus). Der letzte Nachweis war im Jahr 1998.
- Ash-Meadows-Wühlmaus (Microtus montanus nevadensis) (Ash Meadows, Nevada, 1933)

Unterart der Rocky-Mountains-Wühlmaus (Microtus montanus). Der letzte Nachweis war im Jahr 1933.
- Chadwick-Beach-Baumwollmaus (Peromyscus gossypinus restrictus) (Florida, 1938)

Unterart der Baumwollmaus (Peromyscus gossypinus), zuletzt im Jahr 1938 gesichtet.
- San-Miguel-Hirschmaus (Peromyscus maniculatus streatori) (San Miguel Island, 1860er-Jahre?)
- Ponce-de-Leon-Küstenmaus (Peromyscus polionotus decoloratus) (Ponce de Leon, Florida, 1959)

Unterart der Küstenmaus (Peromyscus polionotus), zuletzt im Jahr 1959 gesichtet.
- Sigmodon arizonae arizonae (Camp Verde, Arizona, 1932)

Nominatform der Arizona-Baumwollratte, zuletzt im Jahr 1932 gesichtet.
- Sigmodon arizonae jacksoni (Fort Whipple, Yavapai County, Arizona, 1916)

Unterart  der Arizona-Baumwollratte, nur vom Holotypus aus dem Jahr 1916 bekannt.
- Synaptomys cooperi paludis (Kansas, 1946)

Unterart des Südlichen Moorlemmings, zuletzt im Jahre 1946 gesichtet.
- Synaptomys cooperi relictus (Nebraska, 1968)

Unterart des Südlichen Moorlemmings, zuletzt im Jahre 1968 gesichtet.
- Todos-Santos-Buschratte (Neotoma bryanti anthonyi)
- Coronados-Buschratte (Neotoma bryanti bunkeri)
- San-Martin-Buschratte (Neotoma bryanti martinensis)

#### Taschenratten

##### Unterarten
- Goff-Pinientaschenratte (Geomys pinetis goffi) (Florida, 1955)

Unterart der Südöstlichen Taschenratte oder Pinientaschenratte (Geomys pinetis). Die letzten Exemplare wurden 1955 gesichtet.
- Sherman-Pinientaschenratte (Geomys pinetis fontanelus) (Georgia, 1950)

Unterart der Südöstlichen Taschenratte oder Pinientaschenratte (Geomys pinetis). Die letzten Exemplare wurden 1950 bei Savannah, Georgia gesammelt.
- Thomomys bottae curtatus (San Antonio, Nye County, Nevada, 1931)

Unterart der Gebirgs-Taschenratte (Thomomys bottae). Nur von zwölf Exemplaren bekannt, die 1931 gesammelt wurden.
- Thomomys bottae subsimilis (Arizona, 1917)

Unterart der Gebirgs-Taschenratte (Thomomys bottae). Nur vom 1917 gefundenen weiblichen Holotypus aus den Harquahala Mountains in Arizona bekannt.
- Thomomys mazama louiei (Washington, 1956)

Unterart der Mazama-Taschenratte (Thomomys mazama). Zuletzt im Jahre 1956 gesichtet. Expeditionen in den Jahren 1977, 1986 und 1995 konnten eine weitere Existenz dieser Unterart nicht bestätigen.
- Tacoma-Taschenratte (Thomomys mazama tocomensis) (Washington, 1962)

Unterart der Mazama-Taschenratte (Thomomys mazama). Die letzten fünf bekannten Exemplare wurden zwischen 1961 und 1962 gesammelt.

#### Taschenmäuse

##### Unterarten
- Perognathus alticolus alticolus (San Bernardino Mountains, Kalifornien, 1934)

Nominatform der Weißohr-Taschenmaus (Perognathus alticolus). Zuletzt im Jahre 1934 nachgewiesen.
- Dipodomys microps russeolus (Dolphin Island, Großer Salzsee, 1940er-Jahre)

Unterart der Meißelzahn-Kängururatte (Dipodomys microps). Starb bei Überschwemmungen auf Dolphin Island infolge drastischer Wasserstandsschwankungen aus.
- Dipodomys californicus eximius (Marysville Buttes, Kalifornien, 1983)

Unterart der Kalifornischen Kängururatte (Dipodomys californicus). Zuletzt im Jahre 1983 nachgewiesen.
- Dipodomys nitratoides exilis (Fresno County, nördliches San Joaquin Valley, Kalifornien, 1992)

Unterart der San-Joaquin-Kängururatte (Dipodomys nitratoides). Zuletzt im Jahre 1992 nachgewiesen.
- Microdipodops megacephalus nexus (Humboldt County, Lander County, Nevada, 1980er Jahre)

Unterart der Dunklen Kängurumaus. Seit 30 Jahren nicht mehr nachgewiesen.

#### Blindmäuse

##### Arten
- Oltenien-Blindmaus (Spalax istricus) (Rumänien, 1980er Jahre)

Der letzte Nachweis war im Jahr 1983.

#### Hörnchen

##### Unterarten
- Tamias umbrinus nevadensis (Sheep Mountains, Nevada, 1960)

Unterart des Uinta-Chipmunks (Tamias umbrinus). Der letzte Nachweis war im Jahr 1960.
- Dangs-Riesenhörnchen (Ratufa indica dealbata) (Surat Dangs, Gujarat, Indien, 1945)

Unterart des Königsriesenhörnchens (Ratufa indica). Der letzte Nachweis war im Jahr 1945.

### Cetartiodactyla

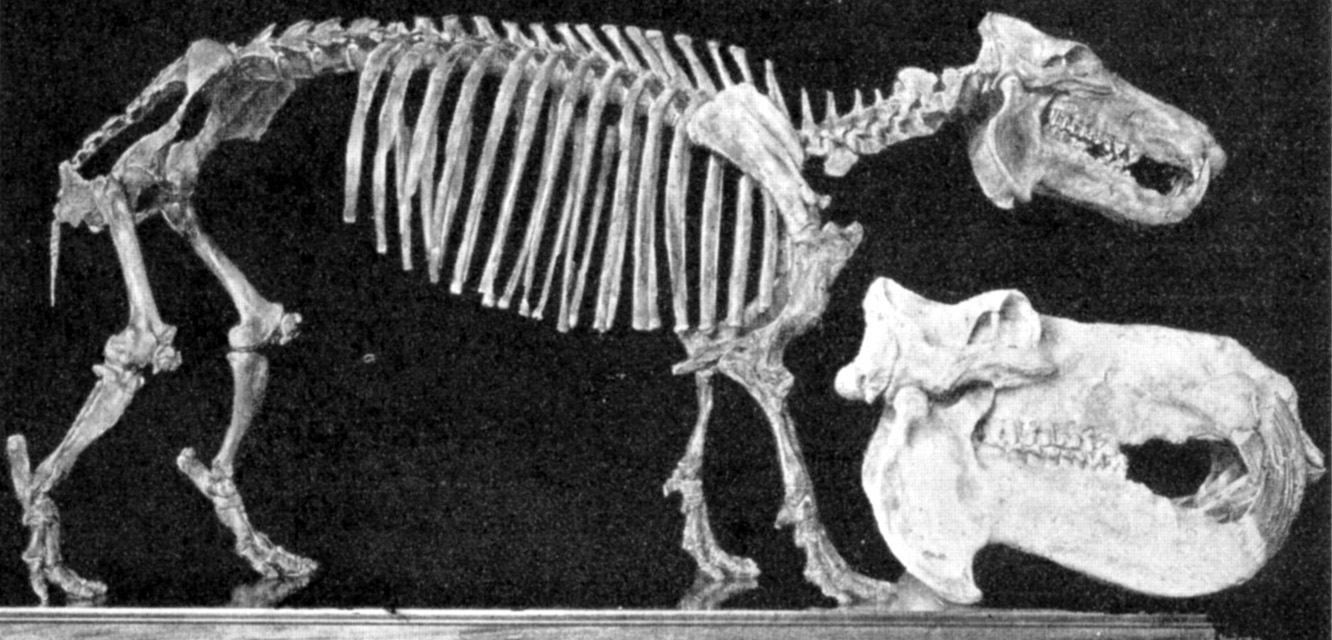
Hippopotamus madagascariensis

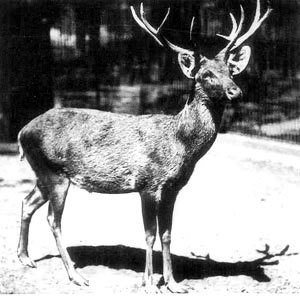
Schomburgk-Hirsch

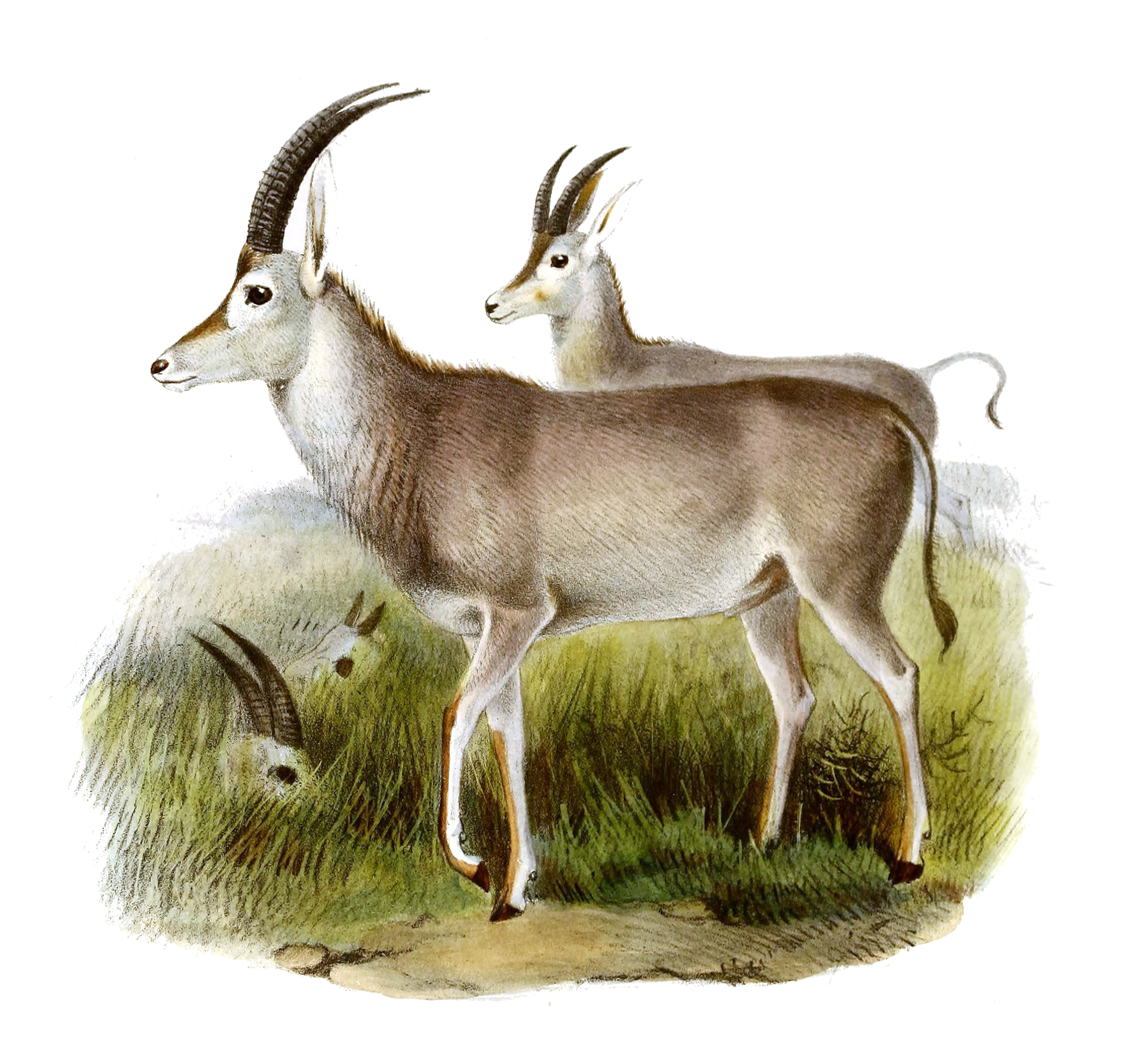
Blaubock

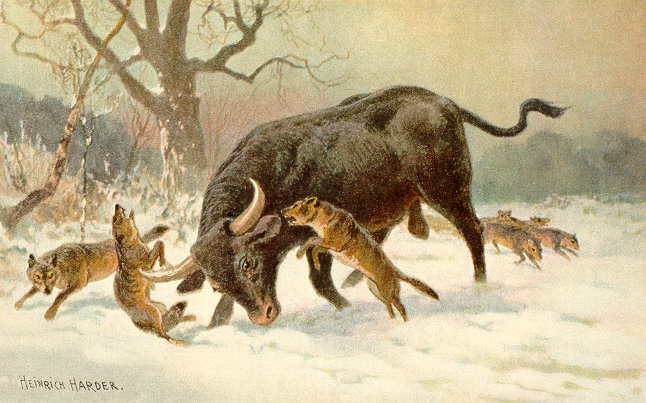
Auerochse

#### Flusspferde
- Hippopotamus lemerlei (Madagaskar, nach 1500?)

nur durch subfossiles Knochenmaterial bekannt, das auf die Zeit zwischen 155 und 415 n. Chr. datiert wird. Mündlichen Überlieferungen zufolge könnte es aber bis nach 1500 überlebt haben.
- Hippopotamus madagascariens

nur durch subfossiles Knochenmaterial bekannt, das auf die Zeit zwischen 640 und 1400 n. Chr. datiert wird. Mündlichen Überlieferungen zufolge könnte es aber bis nach 1500 überlebt haben. Augenzeugenberichte über angebliche Flusspferdsichtungen in Madagaskar gab es bis 1976.

#### Hirsche

##### Arten
- Schomburgk-Hirsch (Rucervus schomburgki) (Thailand, 1938)

1932 wurde der letzte Schomburgk-Hirsch in der Wildnis geschossen. 1938 wurde das letzte in menschlicher Obhut gehaltene Exemplar von einem Betrunkenen erschlagen.

##### Unterarten
- Queen-Charlotte-Karibu (Rangifer tarandus dawsoni)
- Ostgrönland-Rentier (Rangifer tarandus eogroenlandicus)
- Kaukasus-Elch (Alces alces caucasicus)
- Merriam-Wapiti (Cervus elaphus merriami)

#### Hornträger

##### Arten
- Blaubock (Hippotragus leucophaeus)
- Auerochse (Bos primigenius) (Polen, 1627)

Das letzte Exemplar, ein Weibchen, starb 1627 in Polen.
- Jemen-Gazelle (Gazella bilkis) (Jemen, 1951)

Der letzte Nachweis war im Jahre 1951.
- Saudi-Gazelle (Gazella saudiya)
- Kouprey (Bos sauveli) (Kambodscha, 1980er-Jahre)

Der letzte Nachweis war im Jahre 1983.
- Nordchina-Wildschaf (Ovis jubata) (China, 1970er-Jahre)

Der letzte Nachweis ist ein Fell, das sich im Zoologischen Institut in Peking befindet und auf den 24. August 1972 datiert ist.

##### Unterarten

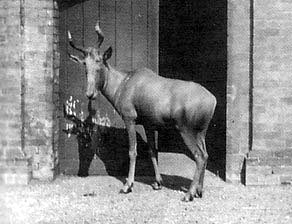
Nordafrikanische Kuhantilope

- Nordafrikanische Kuhantilope (Algerien und Marokko, 1923 oder zwischen 1945 und 1954)

Über den Aussterbezeitpunkt in der Wildnis liegen unterschiedliche Angaben vor. Manche Quellen geben 1902 an, die IUCN den Zeitraum zwischen 1945 und 1954. Das letzte Exemplar in menschlicher Obhut starb 1923 im Zoo von Paris.
- Kenia-Bleichböckchen (Ourebia ourebi kenyae) (Mount Kenia, Kenia, 1925)

Der letzte Nachweis war im Jahre 1925.
- Roberts-Wasserbock (Kobus robertsi) (Sambia, 20. Jahrhundert)
- Bergwisent (Bison bonasus caucasicus) (Kaukasus, 1927)

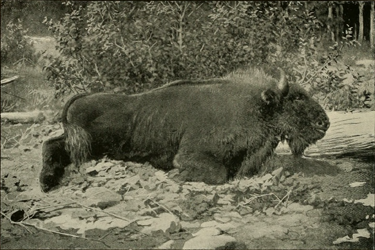
Erlegter Bergwisent (1898)

Der letzte freilebende, reinrassige Kaukasus-Wisent wurde 1927 getötet. 1908 wurde der letzte in Gefangenschaft lebende Kaukasus-Wisent mit dem Flachlandwisent gekreuzt.
- Karpatenwisent (Bison bonasus hungarorum) (Karpaten, 1790)

Das letzte Exemplar wurde 1790 getötet.
- Portugiesischer Steinbock (Capra pyrenaica lusitanica) (Portugal, 1892)

Das letzte Weibchen wurde 1892 gesehen.
- Pyrenäensteinbock (Capra pyrenaica pyrenaica) (Spanien, 2000)

Das letzte Weibchen starb im Jahre 2000. Ein geklontes Kalb überlebte 2009 für wenige Minuten.

#### Echte Schweine
- Annamitisches Pustelschwein (Sus bucculentus) (nur drei Schädel bekannt; zwei aus dem Jahr 1892, einer aus dem Jahr 1995)

Es kann sein, dass es sich lediglich um eine Variante des Wildschweins handelt.

##### Unterarten
- Cebu-Pustelschwein (Sus cebifrons cebifrons) (Cebu, Philippinen, Mitte der 1990er-Jahre)

Nominatform des Visayas-Pustelschwein (Sus cebifrons)
- Südliches Wüstenwarzenschwein (Phacochoerus aethiopicus aethiopicus) (Oranje-Freistaat, 1896)

Die letzten Exemplare fielen 1896 der Rinderpest zum Opfer.
- Sus scrofa libycus

früher von der Südtürkei bis Palästina beheimatete Unterart
- Sardisches Wildschwein (Sus scrofa meridionalis)

Unterart aus Korsika und Sardinien

#### Wale

##### Arten
- Chinesischer Flussdelfin (Lipotes vexillifer) (China, 2002)

Das letzte gestrandete Weibchen wurde 2002 fotografiert. Eine Suche auf dem Jangtse in den Jahren 2006 und 2007 schlug fehl.

### Unpaarhufer

#### Pferde

##### Unterarten

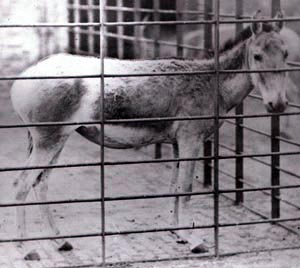
Syrischer Halbesel

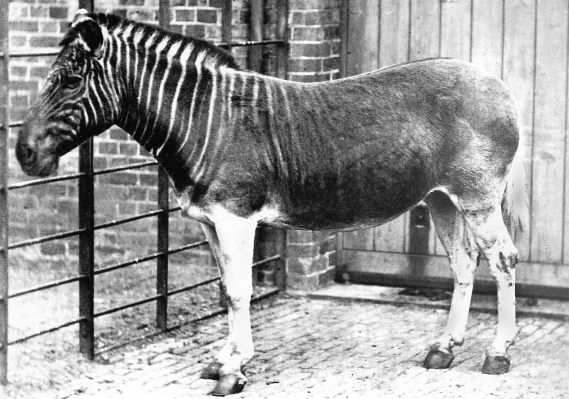
Quagga

- Syrischer Halbesel (Equus hemionus hemippus) (Syrien, Jordanien, Irak, 1927)

Unterart des Asiatischen Esels. Das letzte Exemplar starb 1928 im Tiergarten Schönbrunn in Wien.
- Quagga (Equus quagga quagga) (Oranje-Freistaat, 1883)

Unterart des Steppenzebras. Das letzte Exemplar starb 1883 im Artis Magistra Zoo in Amsterdam.
- Steppentarpan (Equus ferus gmelini) (Russland, 1880er-Jahre)

Das letzte Exemplar starb in den 1880er-Jahren im Zoo von Moskau.
- Waldtarpan (Equus ferus sylvaticus) (Polen, 1808)

Die letzten Exemplare wurden 1808 aus wirtschaftlichen Gründen an die Bauern verteilt.

#### Nashörner

##### Unterarten
- Westliches Spitzmaulnashorn (Diceros bicornis longipes) (Kamerun, 2006)

Die letzten Exemplare fielen Wilderern im Jahre 2006 zum Opfer.
- Bengalisches Java-Nashorn (Rhinoceros sondaicus inermis) (Bangladesch, Assam und Myanmar, 1910)

Das Bengalische Java-Nashorn wurde 1910 zuletzt gesichtet.
- Annamitisches Java-Nashorn (Rhinoceros sondaicus annamiticus) (Vietnam, 2010)

Galt schon einmal als ausgestorben, bevor es 1990 wiederentdeckt wurde. Im Frühjahr 2010 fiel das letzte bekannte Weibchen Wilderern zum Opfer.

### Seekühe
- Stellers Seekuh (Hydrodamalis gigas) (Beringinsel und Kupferinsel, 1768)

Das letzte Exemplar wurde 1768 von Pelztierjägern erschlagen.

### Raubtiere

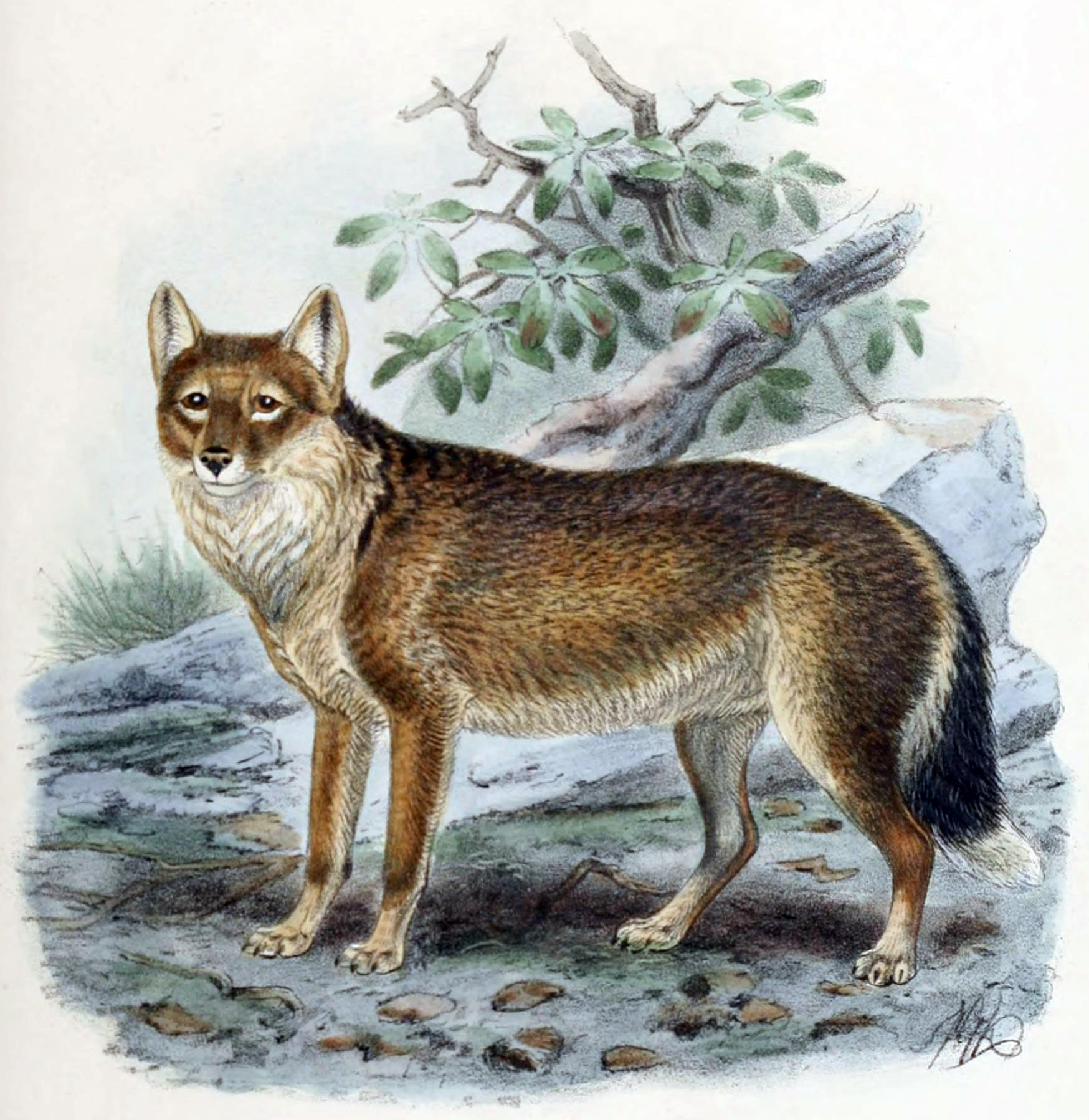
Falklandfuchs

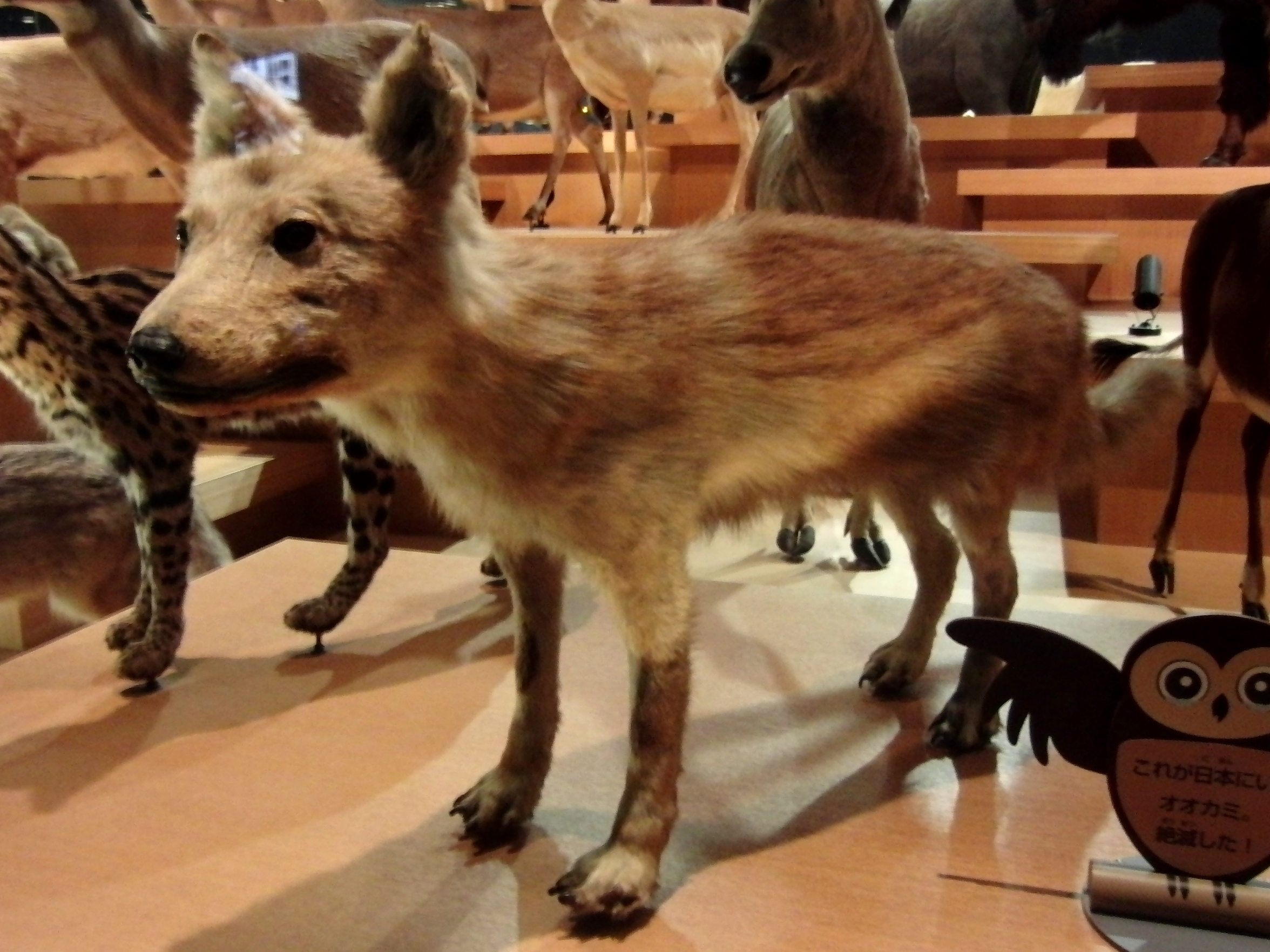
Honshū-Wolf

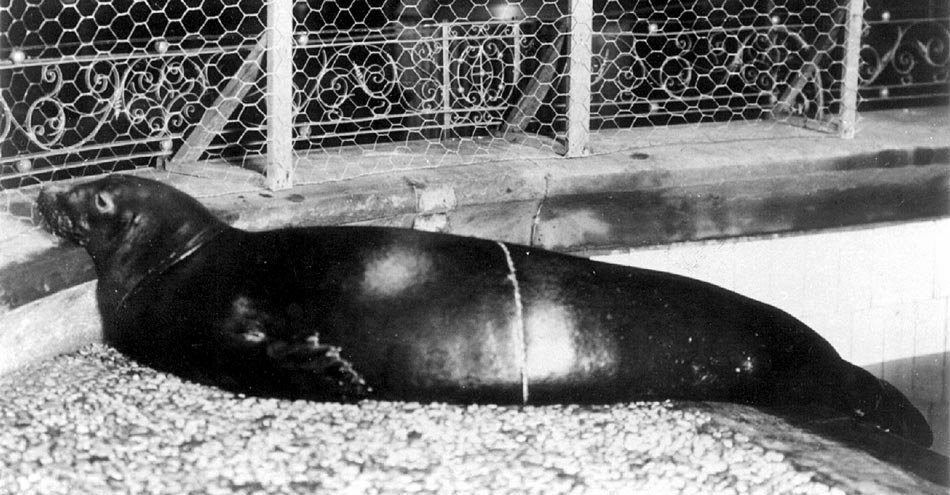
Karibische Mönchsrobbe

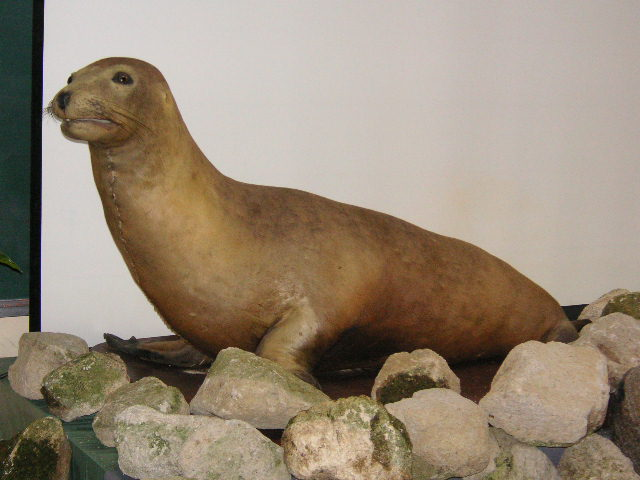
Japanischer Seelöwe

#### Hunde

##### Arten
- Falklandfuchs (Dusicyon australis) (Falklandinseln, 1876)

Das letzte Exemplar wurde 1876 geschossen.
- Burmeister-Fuchs  (Dusicyon avus) (Argentinien, Feuerland, Chile, Uruguay, 17. Jahrhundert)

Der Burmeister-Fuchs überlebte wahrscheinlich bis ins 17. Jahrhundert in Uruguay.

##### Unterarten
- Honshū-Wolf (Canis lupus hodophilax) (Honshū, 1905)

Das letzte Exemplar wurde 1905 erlegt.
- Hokkaidō-Wolf (Canis lupus hattai) (Hokkaidō, 1889)

Die letzten Exemplare wurden 1889 vergiftet.
- Florida-Rotwolf (Canis rufus floridanus) (Alabama, Florida, 1910er-Jahre)

der letzte Florida-Rotwolf-Hybride wurde 1917 in Alabama erlegt.
- Canis lupus cristaldii (Sizilien, 1924)

der letzte Wolf auf Sizilien wurde 1924 geschossen. Unbestätigte Sichtungen gab es zwischen 1935 und 1938 sowie in den 1960er und 1970er Jahren.

#### Robben
- Karibische Mönchsrobbe (Neomonachus tropicalis) (Serranilla-Bank zwischen Jamaika und Honduras, 1950er Jahre)

Die letzten Exemplare wurden 1952 gesichtet.
- Japanischer Seelöwe (Zalophus japonicus) (Takeshima, 1951 oder Rebun, 1974)

Der letzte bestätigte Nachweis stammt aus der Umgebung der Insel Takeshima im Jahre 1951. Sichtungen eines juvenilen Exemplars bei Rebun im Jahre 1974 sind nicht bestätigt.

#### Marder

##### Arten
- Seenerz (Neogale macrodon) (New Brunswick, Kanada, 1894)

Das letzte Exemplar wurde 1894 erlegt.
- Japanischer Fischotter (Lutra nippon) (Shikoku, Japan, 1979?)

Der letzte Exemplar wurde 1979 gesichtet. Eine Suche nach der Art in den 1990er-Jahren blieb ohne Ergebnis.

##### Unterarten
- Barbados-Waschbär (Procyon lotor gloveralleni) (Barbados, 1964)

Der letzte Nachweis ist ein überfahrenes Tier, das 1964 auf einer Straße im Saint Joseph Parish gefunden wurde.

#### Skunks

##### Unterarten
- Conepatus leuconotus telmalestes (Texas, 1960er-Jahre?)

Unterart des Ferkelskunks (Conepatus leuconotus). Galt 1945 als ausgestorben, nachdem bis dahin nur die Typusexemplare aus dem Jahre 1905 bekannt geworden sind. Ein Skunk, der Anfang der 1960er-Jahre im Waller County, etwa 100 km südwestlich der Typuslokalität, gefunden wurde, könnte dieses Taxon repräsentieren.
- Conepatus leuconotus figginsi (Synonym: Conepatus leuconotus fremonti) (Fremont County, Baca County, Colorado, 1933)

Unterart des Ferkelskunks (Conepatus leuconotus). Zuletzt im Jahre 1933 nachgewiesen.

#### Katzen

##### Unterarten

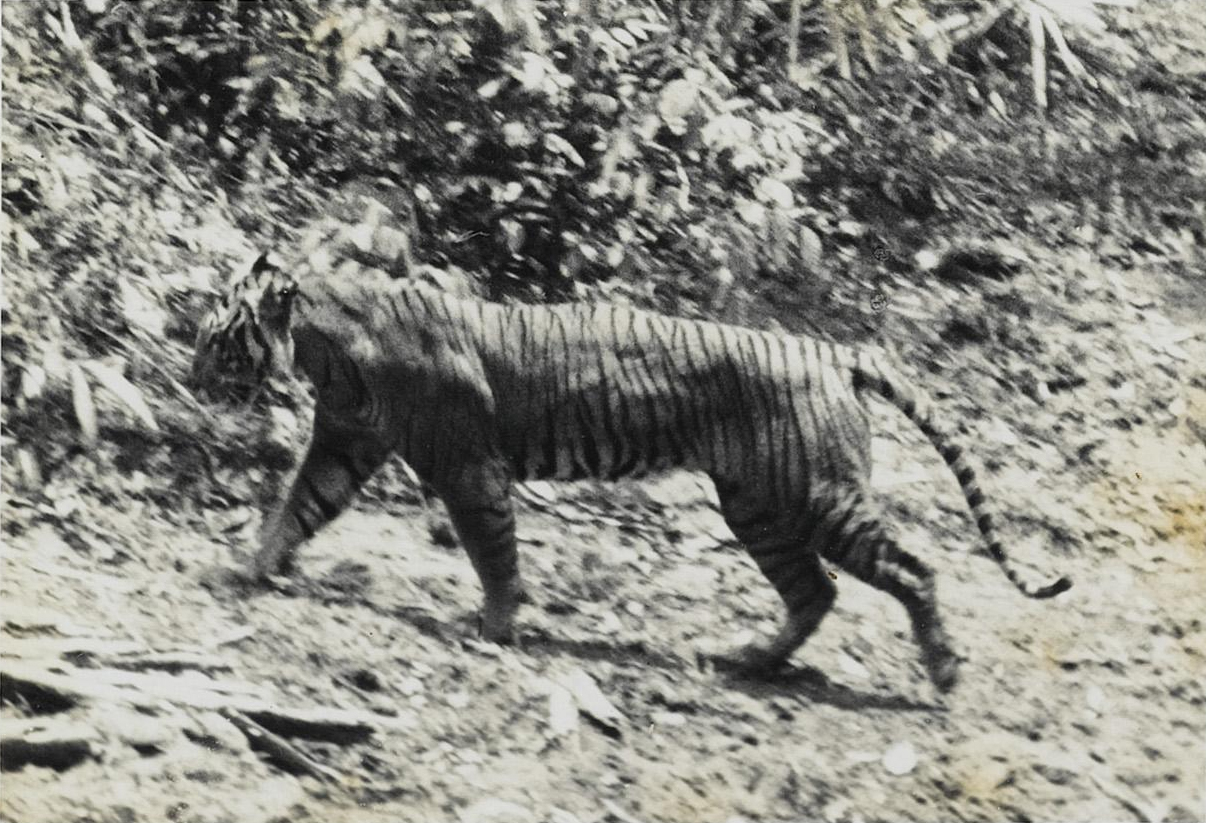
Java-Tiger

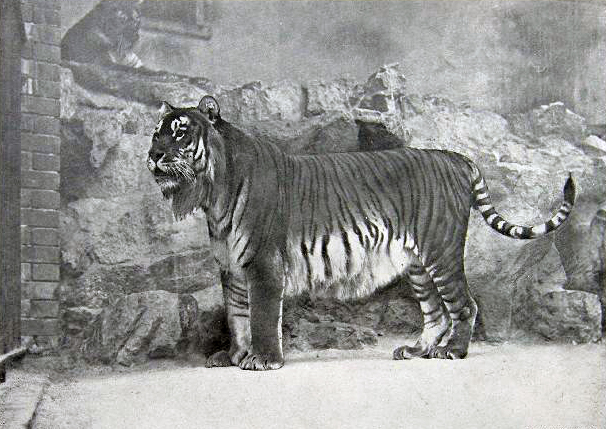
Kaspischer Tiger

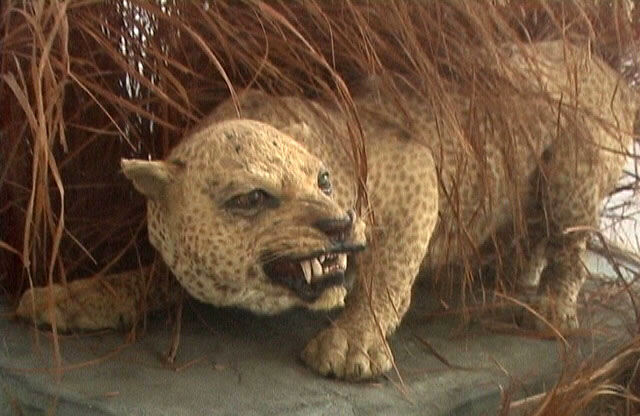
Sansibar-Leopard

- Kaplöwe (Panthera leo melanochaitus) (Kap-Provinz, Natal, 1865)

Der letzte reinrassige Kaplöwe wurde 1865 in Natal getötet
- Berberlöwe (Panthera leo leo) (Marokko, 1922)

Der letzte reinrassige Berberlöwe wurde 1922 geschossen.
- Balitiger (Panthera tigris balica) (Bali, 1937)

Das letzte Balitigerweibchen wurde am 27. September 1937 geschossen.
- Java-Tiger (Panthera tigris sondaica) (Java, 1980er-Jahre)

Die letzte bestätigte Sichtung war im Jahre 1980.
- Kaspischer Tiger (Panthera tigris virgata) (Iran, 1959 oder 1972)

Berichten zufolge soll das letzte Exemplar 1959 im Nordiran geschossen worden sein. Angeblich wurden 1972 frische Felle dieser Unterart im illegalen Handel angeboten.
- Sansibar-Leopard (Panthera pardus adersi) (Sansibar, 1991)

Der letzte Nachweis war im Jahre 1991.
- Östlicher Puma (Puma concolor couguar)

Puma-Unterart mit einem umstrittenen Status. Der letzte bekannte Östliche Puma wurde 1938 in Maine erlegt. 2011 wurde die Unterart vom USFWS offiziell für ausgestorben erklärt.

#### Madagassische Raubtiere
- Riesenfossa (Cryptoprocta spelea) (Madagaskar, 1658?)

nur durch subfossiles Knochenmaterial bekannt. Ein Reisebericht von Étienne de Flacourt aus dem Jahre 1658 beschreibt ein Raubtier namens Antamba, das eine Riesenfossa gewesen sein könnte.

#### Schleichkatzen
- Malabar-Zibetkatze (Viverra civettina) (Indien, Ende der 1980er-Jahre?)

Nachdem das letzte bekannte Exemplar 1929 in menschlicher Obhut starb, hielt man diese Art für vermutlich ausgestorben, bis die Zoological Survey of India in den Jahren 1987 und 1990 zwei frische Felle erhielt. In der Folgezeit gab es jedoch keine Nachweise mehr.
- Königsgenette (Genetta poensis) (Elfenbeinküste, Demokratische Republik Kongo, Liberia, Ghana, Bioko, 1940er-Jahre?)

nur von 10 Exemplaren bekannt, von denen die letzten im Jahre 1946 gesammelt wurden.

#### Bären

##### Unterarten
- Kalifornischer Grizzlybär (Ursus arctos californicus) (Kalifornien, 1922)

Das letzte Exemplar wurde 1922 im Tulare County geschossen.
- Mexikanischer Grizzlybär (Ursus arctos nelsoni) (Mexiko, 1964)

Die letzten Exemplare fielen Anfang der 1960er-Jahre den Vergiftungs- und Abschussaktionen der Farmer zum Opfer.
- Atlasbär (Ursus arctos crowtheri) (Atlasgebirge von Marokko bis Libyen, 1870)

Der letzte sichere Beleg ist ein Weibchen, das 1840 an den Ausläufern des Petuan-Gebirges in Algerien geschossen wurde. Nach unbestätigten Berichten des Naturforschers Jules René Bourguignat soll es jedoch noch 1867 im Edough-Massiv im östlichen Algerien Bären gegeben haben.